# Arqana

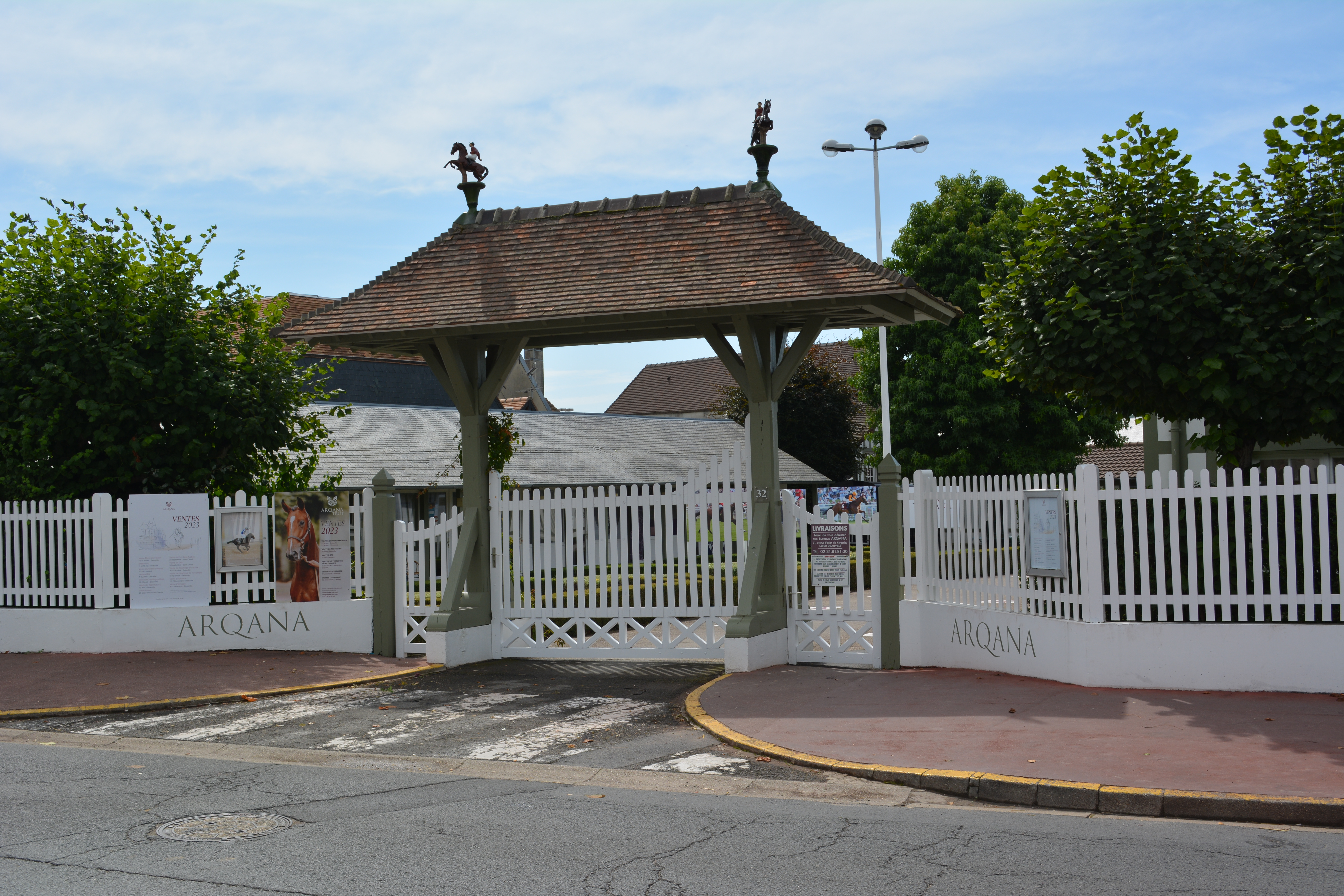
Portail d'accès à l'établissement de Deauville

Arqana est un organisme européen, qui organise des ventes de chevaux de course aux enchères. Il organise notamment les ventes d'août de Deauville, l'une des plus grandes ventes aux enchères de yearlings Pur-sang, qui se tient chaque année à Deauville, en France pendant le meeting de Deauville. 
Les ventes se produisent tout au long de l'année essentiellement à Deauville. L'organisme organise également des ventes à Saint-Cloud, Bécon-les-Granits, Cabourg, Meslay-du-Maine, et en ligne.
Les races de chevaux les plus fréquemment représentées lors de ces ventes sont les Pur-sang, les AQPS, les Pur-sang Arabes et les Trotteur français.
Créé par la fusion des commissaires-priseurs de L'Agence Française de Vente du Pur-sang et de Goffs France, Arqana est dirigée par le président Georges Rimaud. L'actionnaire majoritaire de la société est l'Aga Khan IV, un des plus grands propriétaire-éleveur de pur-sangs de France. Un consortium d'éleveurs français est propriétaire d'environ 30 %, le reste étant détenu par Artcurial, la maison de vente aux enchères d'art filiale du Groupe Dassault. Parmi les acteurs ayant aidé au développement de cet organisme, on peut mentionner Philippe Augier.
Selon le Bloodhorse Market Watch, la vente aux enchères de Deauville, en août, constitue statistiquement le meilleur endroit pour trouver des chevaux gagnants en groupe 1. 
Le record pour la vente d'un seul cheval a été établi par l'organisme en 2024 à l'occasion de la vente d'une jument pour un montant de 5 millions d'euros. 
Les ventes Arqana ciblent une clientèle très fortunée.